# 马头山遗址石刻
马头山遗址石刻，位于中国广东省清远市连山县小三江镇马头山，为清远市连山县的一个县级文物保护单位，类型为石窟寺及石刻，公布时间为1990年。
马头山遗址石刻的历史年代为清咸丰。